# 光市母子殺害事件
光市母子殺害事件（ひかりしぼしさつがいじけん）とは、1999年（平成11年）4月14日に山口県光市室積沖田の「新日鐵沖田アパート」で発生した殺人・強姦致死・窃盗事件。
事件当時18歳30日の少年F（現姓O）が主婦A（当時23歳）と長女B（生後11か月）を殺害し、Aの死体を屍姦した少年犯罪である。犯人である被告人Fに対し、刑事裁判では死刑が求刑されたが、第一審（山口地裁）・控訴審（広島高裁）はいずれもFを無期懲役とする判決を言い渡した。しかし検察官が同判決を不服として上告したところ、最高裁は2006年（平成18年）に広島高裁の原判決を破棄して審理を差し戻す判決を言い渡し、差し戻し後の控訴審ではFに死刑判決が言い渡された。同判決に対してはFの弁護団が上告したが、最高裁で上告棄却の判決を言い渡され、2012年（平成24年）3月16日付でFの死刑が確定した。死刑確定後、死刑確定者（死刑囚）となったFは2023年（令和5年）12月までに2度の再審請求をしたが、いずれも棄却されている。
裁判中はその残虐な事件内容と、「Fを死刑にすべきでない」と主張する弁護団の弁護内容（後述）がマスコミで大きく取り上げられ、日本国内で論議を呼んだ。また被害者遺族の男性（Aの夫かつ、Bの父親）が「犯罪被害者の権利確立」を訴えたことにより、この問題が大きく取り上げられるきっかけの一つとなった。
『中国新聞』は1999年の山口県の「県内10大ニュース」として、1位に台風18号の被害、2位に下関駅通り魔事件（以上いずれも9月）、そして3位にこの母子殺害事件を選出している。

## 事件の概要
本事件の加害者F・Tは1981年（昭和56年）3月16日、光市で誕生した（事件当時18歳30日）。2020年（令和2年）9月27日時点で、犯人F（現姓O）は死刑囚（死刑確定者）として、広島拘置所に収監されている（現在44歳）。
以下、検察側主張、及びこれまでの判決が認定してきた内容に基づく事件の概要である。

### 事件前の経緯
加害者の少年F（事件当時18歳）は事件当時、実父・継母・弟2人・祖母と6人暮らしだった。Fは幼少期から実母とともに実父から暴力を受け、中学時代には実母が自殺。それ以前から母親に精神的に深く依存していたことから、母の自殺後、少年鑑別所の総合所見によれば「見捨てられたと感じ、心の支えを失った状態になった」とされている。実父は若い外国人女性と再婚し、本事件の約3か月前には異母弟が生まれていた。
Fは中学3年生のころから性行為に強い興味を持つようになり、ビデオや雑誌を見て自慰行為にふけったり、友人とセックスの話をしたりしていたが、次第に性衝動をうっ積させ、早く性行為を経験したいとの気持ちを強めていた。
Fは1999年（平成11年）春に私立聖光高校を卒業すると、地元にある配管工事などを業とする会社に就職して同年4月1日から出勤。先輩の社員について現場に行き、見習い社員として働いていたが、4月9日および13日は欠勤し、友人宅やゲームセンターなどでテレビゲームなどをして遊んだ。事件当日（4月14日）も欠勤して遊ぶことにし、父親や義母の目をごまかすため、7時ごろには会社の作業服などを着た上で出勤を装って自宅を出発し、友人宅などで遊ぶなどした後、いったん帰宅して昼食を食べてから再び外出した。

### 事件当日
少年Fは1999年4月14日午後、「美人な奥さんと無理矢理にでもセックスをしたい」と思い、同じアパート群の自宅から約200 m離れた、事件現場となったアパート（「沖田アパート」：新日本製鐵光製鐵所社宅）の3棟に向かった。この時、Fは「強姦によってでも性行為をしてみたい」という気持ちになっていた一方、「そのようなことが本当にできるのだろうか」と半信半疑に思いつつも、布テープ・こて紐などを携帯し、アパートの10棟から7棟にかけ、排水検査の作業員を装って戸別に訪ね、呼び鈴を鳴らすなどして、若い主婦が留守を守る居室を物色して回った。
その行動を誰からも怪しまれなかったことから、Fは次第に「本当に強姦できるかもしれない」などと自信を深めていった。そして14時20分ごろ、アパート7棟の被害者宅を訪れ、排水検査を装ったところ、被害者女性A（事件当時23歳）に部屋へ招じ入れられたことなどから、室内に上がりこんだ。FはAを「若くてかわいい女性だ」と思ったことから、「強姦によってでも性行為をしたい」という気持ちを抑えきれなくなり、トイレなどで排水検査をしているふりをしながら様子を窺い、14時30分ごろにAを強姦しようと企てて背中から抱き着いた。その上でAを仰向けに引き倒し、馬乗りになるなど暴行を加えたが、大声を出されて激しく抵抗されたため、殺害を決意。仰向けに倒れたAに馬乗りになった状態で、Aの首を絞めて殺害し、強姦した。
同日15時ごろ、Aの長女B（事件当時生後11か月）が激しく泣き続けたため、犯行の発覚を恐れるとともに、Bが泣き止まないことに激昂。Bの首に所携の紐を巻き付け、強く引っ張ることで絞殺した。そして犯行の発覚を遅らせるため、Bの死体を押入の天袋に投げ入れ、Aの死体を押入の下段に隠すなどしたほか、被害者宅から自分の指紋が付着した洗浄剤スプレー・ペンチを持ち出して隠匿するなど罪証隠滅工作をした。そして、Aが管理していた現金約300円および地域振興券約6枚（額面合計約6,000円相当）などが入った財布1個（物品時価合計約17,000円相当）を窃取し、その地域振興券でカードゲーム用のカードや菓子類を購入した。

### 逮捕・起訴
事件後、帰宅した被害者Aの夫である本村洋が妻Aの遺体を発見し、本村からの110番通報を受けて駆けつけた山口県光警察署の署員が押入れの上の棚で長女Bの遺体を発見した。これを受け、山口県警察本部刑事部捜査第一課は光警察署に捜査本部を設置して捜査し、事件から4日後の1999年4月18日に殺人容疑で被疑者として少年Fを逮捕した。
少年Fは5月8日に山口地方検察庁から「刑事処分相当」の意見付きで山口家庭裁判所へ送致され、山口家裁（三島昱夫裁判官）は少年審判の結果、同年6月4日に被疑者Fを山口地検へ検察官送致（逆送致）することを決定して身柄を地検へ引き渡した。これを受けて地検は同年6月11日、殺人・強姦致死・窃盗の各罪状で被疑者Fを山口地方裁判所へ起訴した。
当時、Fは検察官からの取り調べに対し全面的に容疑を認め、供述内容は一貫していたほか、被害者への謝罪の弁も述べていた。

### 弁護側主張
上告審よりFの主任弁護人となった安田好弘は、接見内容をもとにFに母子を殺害する故意が無かったことを主張した。しかし、2006年に審理の差し戻しを決定した最高裁判所判決では「Fは罪の深刻さと向き合って内省を深めていると認めるのは困難」として採用されなかった。
広島高等裁判所での差し戻し審では、「母恋しさ、寂しさからくる抱き付き行為が発展した傷害致死事件。凶悪性は強くない」として死刑の回避を求める方針を明らかにした。
以下は、差し戻し審の弁護団によって引き出されたFの主張の一部である。
- 強姦目的ではなく、優しくしてもらいたいという甘えの気持ちで抱きついた
- （乳児を殺そうとしたのではなく）泣き止ますために首に蝶々結びしただけ
- 乳児を押し入れに入れたのは（漫画の登場人物である）ドラえもんに助けてもらおうと思ったから
- 死後に姦淫をしたのは小説『魔界転生』に復活の儀式と書いてあったから[注 10]。

Fは第一審当初はこのような主張はしておらず、弁護人による被告人質問で主張が変わった理由を「生き返らせようとしたと話せば、馬鹿にされると思ったから」「ドラえもんの話は捜査段階でもしたのだが、馬鹿にされた。だから、（第一審の）裁判官の前では話をしかねた」と説明している。

### Fの書いた手紙
一審で無期懲役判決が出た後、Fは知人に以下のような手紙を、拘置所から出している。広島高等検察庁は、これを「被告人Fに反省の情が見られない証拠」として、広島高等裁判所に証拠提出した。
- 終始笑うは悪なのが今の世だ。ヤクザはツラで逃げ、馬鹿（ジャンキー）は精神病で逃げ、私は環境のせいにして逃げるのだよ、アケチ君
- 無期はほぼキマリ、7年そこそこに地上に芽を出す
- 犬がある日かわいい犬と出会った。・・・そのまま「やっちゃった」・・・これは罪でしょうか
- 2番目のぎせい者が出るかも。

## 被害者側の動き
被害女性の夫であり、被害女児の父である会社員男性・本村洋（もとむら ひろし、1976年3月19日 - ）は、犯罪被害者遺族として、日本では「犯罪被害者の権利が何一つ守られていないことを痛感し」、同様に妻を殺害された、元日本弁護士連合会副会長・岡村勲らと共に犯罪被害者の会（現・全国犯罪被害者の会）を設立し、幹事に就任した。さらに犯罪被害者等基本法の成立に尽力した。
また、裁判の経過中、本村は死刑判決を望む旨を強く表明し続けてきた。例えば2001年（平成13年）12月26日に行われた意見陳述の際、被告人Fに対し「被告人Fが犯した罪は万死に値します。いかなる裁判が下されようとも、このことだけは忘れないで欲しい」と述べている。また一審判決後には「司法に絶望した、加害者を社会に早く出してもらいたい、そうすれば私が殺す」と発言していたが、二審判決に際しては「裁判官も、私たち遺族の気持ちを分かった上で判決を出された。判決には不満だが裁判官には不満はない」と発言し、犯罪被害者の権利確立のために、執筆、講演を通じて活動をしている。

## 刑事裁判

### 第一審
1999年（平成11年）8月11日、山口地裁で被告人Fの初公判が開かれ、Fは起訴事実を認めた。12月22日に論告求刑公判が開かれ、山口地検はFに死刑を求刑した。当時、第一審で事件当時少年の被告人に死刑が求刑された事例は市川一家4人殺害事件（1994年4月に論告求刑、2001年12月に死刑確定）以来だった。
2000年（平成12年）3月22日に第一審判決公判が開かれ、山口地裁（渡辺了造裁判長）は無期懲役判決を言い渡した。山口地検は3月28日付で広島高等裁判所へ控訴した。

### 第一次控訴審
2001年9月7日、広島高裁で控訴審初公判が開かれ、検察官控訴趣意書で動機が卑劣であること、犯行態様が極めて残虐であること、反省や謝罪の態度が見られず更正可能とする原判決には根拠がないことなどを主張、改めて死刑適用を求めた。これ以降、死刑適用の是非を争点に12回の公判が開かれた。控訴審で弁護人は原判決が認定した暴行の計画性を否定し、死刑違憲論の主張も展開した。
2002年（平成14年）1月15日の第12回公判で検察官と弁護人それぞれの最終意見陳述が行われ、控訴審が結審した。検察官は、Fが友人宛ての手紙で遺族を中傷したことなどから反省の情が窺えず、更生可能性は認められないと主張、犯行態様が残忍かつ冷酷であることから死刑以外を選択する余地はないと主張した。一方で弁護人は、手紙の内容は友人から誘発されたものであると反論した上で、原判決が認定した計画性は訂正されるべきだと主張、また死刑制度廃止に向けた国際世論の例も挙げ、「無期懲役は最も重い判決」と控訴棄却を求めた。
3月14日、広島高裁（重吉孝一郎裁判長）は第一審判決に対する検察官の控訴を棄却する判決を言い渡した。同高裁は事件を「Fの刑事責任は極めて重大であり、極刑の当否を慎重に検討すべき事案」と位置づけた上で、Fの情状（当時18歳30日で内面の未熟さが顕著な点、家庭環境が不遇な点、反省の情が芽生えている点など）や「永山判決」、最近の死刑求刑事件の判例などを総合的に考慮し、Fに更生可能性が認められることから、原判決の量刑は軽すぎて不当であるとはいえないと判断した。またFの不謹慎な手紙に関しては「罪の深刻さを受け止めきれず、向き合いたくない気持ちが強い」と指摘していた。本村は第一審判決後には「司法に裏切られた」「Fをこの手で殺したい」などと激しく訴えていたが、控訴審判決時には「妻と娘の命は、この判決のような軽いものではない。納得できない」「復讐心を抑えるためにも判決には期待していたが残念」と話しながらも、「裏切られたとは思わない」と冷静に判決を受け止め、Fに対しては「自分の罪を考え反省し、これから長くつらい更生の道が始まると思ってほしい」と話していた。
Fの弁護人を務めた定者吉人は判決後、「（Fを）まだ死刑と隣り合わせの状態にすべきでない。何も言うことのない的確な判決だった」と述べていた。一方で広島高検は同判決を不服として、同月27日付で最高裁へ上告した。上告理由は憲法違反か判例違反に限定されるため、同高検は原判決について、死刑の判断基準を初めて明示した「永山判決」などの判例評価を誤ったものと説明していた。当時、少年事件のそれまでの判例では未成熟な少年の「更生可能性」を評価して死刑を回避するケースが目立っており、検察内部でも「上告しても逆転は難しい」という見方があったが、『中国新聞』はそれでも検察が上告に踏み切った背景について、少年犯罪への厳罰を求める声や、被害者支援の充実を訴える世論の高まりに配慮したものであろうと考察している。
山口地裁および広島高裁の判決は、いずれも、被告が犯行時18歳1か月で発育途上にあったことや、殺害については計画性がないこと、不十分ながらも反省の情が芽生えていることなどに着目して判決を下した。ただし、広島高裁は動機の卑劣さ、犯行の残虐性などを指摘しながらも、更生の可能性について、「更生の可能性が無いわけではない」と曖昧な判断をしていた。

### 第一次上告審
2005年 （平成17年）12月6日、最高裁判所第三小法廷は上告審の公判（弁論）期日を翌年3月14日に指定した。通常、死刑判決に対する上告審を除いて最高裁で弁論が行われる場合は控訴審の判決が覆る場合が多く、世論の注目を集めた。
2006年（平成18年）3月14日、最高裁の弁論で、上告審から主任弁護人となった安田好弘弁護士と足立修一弁護士が欠席した。最高裁はこれまでで初となる「出頭在廷命令」を翌日に発動した。弁論が翌月に遅延したことについて、最高裁からも不誠実な対応であると非難された。一方、安田と足立が提出した裁判の延期申請について、通常は認められるものであり最高裁による不当な却下であるとする森達也による指摘もある。
4月18日、2度目の上告審弁論が行われ、検察官は死刑を回避すべき特段の事情はないとして原判決破棄を求めた。一方で弁護団は検察官の上告棄却を求めたほか、Fの行為は傷害致死・死体損壊にとどまるものであり、Aへの殺意を認定した原判決には事実誤認があるとして破棄差戻しすべきと主張、さらに弁論続行を要請したが、最高裁は要請を認めず、1か月以内に書面で追加主張を提出するよう求めて結審した。検察官は弁論で過去の死刑適用事例として、殺害された被害者が1人もしくは2人で死刑が確定した事件（熊本大学生誘拐殺人事件・中村橋派出所警官殺害事件など）や、犯行時少年だった被告人の死刑が確定した事件（市川一家4人殺害事件）など5事件を挙げた一方、弁護団も死刑が回避された事例として名古屋アベック殺人事件・つくば妻子殺害事件など5事件を挙げた。
6月20日、最高裁第三小法廷（濱田邦夫裁判長）は広島高裁の判決を破棄し、審理を広島高裁へ差し戻した。最高裁は判決の中で、一審及び1回目の控訴審において酌量すべき事情として述べられた、殺害についての計画性のなさや、被告人Fの反省の情などにつき、消極的な判断をしている。弁護人は同判決に対し判決訂正申立を行ったが、同年7月4日付で棄却決定が出されている。

### 第二次控訴審
2007年（平成19年）5月24日、広島高裁で差し戻し控訴審の第1回公判が開かれた。検察側は「高裁の無期懲役判決における『殺害の計画性が認め難い』という点は著しく不当」とした上で、事件の悪質性などから死刑適用を主張。弁護側は「殺意はなく傷害致死にとどまるべき」として死刑回避を主張した。
第2回以降の公判は6月26日から3日連続で開かれた。一審の山口地裁以来7年7か月ぶりに行われた被告人質問において、Fは殺意、強姦目的を否定した。
7月24日から3日連続の公判が行われた。弁護側が申請した精神鑑定人は被告人の犯行当時の精神が未成熟だったと証言した。なお、Fは同年3月から安田の仲介を受け、名古屋アベック殺人事件で無期懲役が確定し、岡山刑務所に服役していた受刑者の男K（事件当時19歳）と文通をしており、弁護団はKの更生を示すことで、Fにも更生の可能性があることを示すことを狙い、Kを証人申請した。しかし、この申請は却下されている。『週刊文春』は、Fが同年4月に安田やK宛に送った手紙で、Kを「K先輩（原文は本名）」と呼び、広島拘置所での生活ぶりや亡母のことのほか、「いじょうきしょうの中で生きゆく少年・少女がいじょうでないはずがなく」「誰がオレたちをばとうできる？それはかぎられた人のみに許されし特権だ」などという内容を綴っていた旨を報じている。
9月18日から3日連続の公判が行われた。Fは一・二審から一転して殺意を否定したことについて「（捜査段階から）認めていたわけではなく、主張が受け入れてもらえなかっただけ」とした。20日の公判では遺族の意見陳述が行われ、本村は5年9か月ぶりの意見陳述で改めてFへの極刑を求めた。Fは涙ながらに反省の弁を述べていたが、遺族の発言を記したメモに斜線を引いたのではないかという検察官の質問に対し「なめないでいただきたい」と発言した。
10月18日に検察官の最終弁論が行われ、検察官は改めて死刑を求めた。12月4日に弁護側の最終弁論が行われ、殺意や乱暴目的はなかったとして傷害致死罪の適用を求め、結審した。
2008年（平成20年）4月22日に差し戻し控訴審の判決公判が行われ、広島高裁（楢崎康英裁判長）は弁護側主張を全面的に退け死刑回避理由にはあたらないとして死刑判決を言い渡した。弁護側は判決を不服として即日上告した。なお、この判決公判では3886人の傍聴希望者が出た。

### 第二次上告審
2012年（平成24年）1月23日、最高裁判所第一小法廷（金築誠志裁判長）にて、第二次上告審口頭弁論公判が開廷。検察側は死刑適用（被告人側の上告棄却）、弁護側は死刑判決の破棄をそれぞれ求め、即日結審した。
2月20日に判決公判が開かれ、第一小法廷は差し戻し控訴審判決を支持してFの上告を棄却する判決を言い渡した。これを受け、毎日新聞を除く全国メディアは実名報道に切り替えた（#実名報道の節を参照）。
Fの弁護団は最高裁第一小法廷（金築誠志裁判長）に上告審判決訂正の申し立てを行っていたが、3月14日付で申し立てを棄却する決定がなされたため、同月16日付でFの死刑が確定判決となった。犯行当時少年の死刑が確定するのは大阪・愛知・岐阜連続リンチ殺人事件（1994年発生、2011年判決確定）以来であり、平成の少年事件では市川一家4人殺害事件（1992年発生・2017年に死刑執行）と連続リンチ殺人事件以来3件目、計5人目となる（これら2件はどちらも罪状に強盗殺人が含まれる死者4人の事件なのに対し、単純殺人事件及び死者2人での犯行当時少年の死刑確定は平成の事件では初）。犯行当時18歳1か月での死刑確定は最高裁が把握していた1966年以降の少年事件で最年少だった。

### 補足
戦後、犯行当時未成年者の死刑が確定した例は少年死刑囚を参照のこと。
永山基準の枠組みでは、当該事件について誰が見ても死刑以外に選択肢がない場合だけ死刑に出来る、という基準によっていたが、本判決は「特に酌量すべき事情がない限り死刑の選択をするほかない」とし、本件のように犯行が残虐、冷酷である場合は特別な理由がない限り、犯行時少年（18歳・19歳）であっても原則として死刑を適用するという判断を示した。

## 再審請求
死刑確定後、死刑囚Fの弁護団は2023年（令和5年）までに広島高裁に対し、2度の再審請求を行っているが、いずれも棄却されている。
第1次再審請求は2012年10月29日に提起され、法医学者や心理学者による鑑定結果などが新証拠として提出された。請求の要旨は、殺害行為と殺意および強姦致死の故意について争うほか、犯行時は脳機能障害の影響で心神喪失状態にあった合理的な疑いがあるとするものであった。しかし2015年（平成27年）10月30日、広島高裁第1部（高麗邦彦裁判長）は「証拠には新規性がない」として、Fの再審請求を棄却する決定を出した。弁護団は同年11月2日付で異議を申し立てたが、それも2019年（令和元年）11月7日付で広島高裁（三木昌之裁判長）が棄却する決定を出した。弁護団は同決定を不服として、11月11日付で最高裁へ特別抗告したが、2020年（令和2年）12月7日付で最高裁第一小法廷（山口厚裁判長）が特別抗告を棄却する決定を下したため、第1次再審請求は認められないことが確定した。
同年、弁護団は第2次再審請求を提起し、新証拠として報告書など9点を提出した。学術論文などを根拠に、「Fは父親の虐待により、脳への後遺症を有していた」として、事件当時は判断能力が欠如しており、MRI検査による鑑定の必要性や、「脳の後遺症の存在を配慮しない違法な取り調べが長時間行われており、供述の任意性や信用性には疑義がある」という旨などを主張したが、広島高裁（伊名波宏仁裁判長）は2022年3月31日付で、「Fに完全責任能力があったことは明らか」として、請求を棄却する決定を出した。弁護団は同決定を不服として、同年4月5日付で広島高裁に異議を申し立てたが、同高裁（西井和徒裁判長）は2023年3月29日付で、弁護側による異議申し立てを棄却した。弁護側は同決定を不服として、4月3日付で最高裁へ特別抗告したが、同年12月11日付で最高裁第三小法廷（林道晴裁判長）が特別抗告を棄却する決定を出したため、第2次再審請求も棄却決定が確定した。

## 死刑判決確定をめぐる動き

### 最高裁の判断
最高裁第一小法廷（金築誠志裁判長）は「何ら落ち度のない被害者の命を奪った残虐で非人間的な犯行で、犯行当時、少年であっても刑事責任はあまりにも重大で死刑を是認せざるをえない」とし、「Fは犯行当時少年で、更生の可能性もないとは言えないことなど酌むべき事情を十分考慮しても刑事責任はあまりにも重大」と述べ、被告側上告を棄却した。判決の中で金築誠志裁判長は被告人の犯行を「冷酷、残虐で非人間的」と批判、「遺族の処罰感情は峻烈を極めている」と述べた。宮川光治裁判官は「年齢に比べ精神的成熟度が低く幼い状態だったとうかがわれ、死刑回避の事情に該当し得る」と反対意見を述べた。なお、宮川は退官後に最高裁判事として特に判断に悩んだ事件を「少年事件の死刑」と述べている一方、本事件と同じく犯行時少年の被告人に対する死刑適用の可否が争われた大阪・愛知・岐阜連続リンチ殺人事件の上告審では犯行の残虐性などを理由に「死刑はやむを得ない」と判断しており、同事件の上告審（第一小法廷2011年3月10日判決：桜井龍子裁判長）では裁判官5人全員一致の意見で、犯行時少年の3被告人（18 - 19歳）に対する控訴審の死刑判決を支持する判断がなされている。

### 確定判決を受けてのコメント

#### 被害者遺族
判決後の記者会見で、本村は「決して嬉しいとか、喜びの感情はない。彼（F）にとっては大変残念かもしれないが、罪はきっちりと償わなければならない。判決を受け止めてほしい。自分の人生を絶たれてしまうような被害者がいなくなることを切に願います」と述べた。会見の最後に「被害者がいつまでも事件のことを引きずって下を向いて生きるのではなく、事件のことを考えながらも前を向いて笑って、自分の人生をしっかりと歩んでいくことが大事だと思います」と話した上で自身が（同じ職場に勤める当時40歳代の女性と）再婚したことを公表し、現在の生活や現妻について深入りしないことをお願いする形で締めた。

#### 司法関係者
最高検察庁は「社会に大きな衝撃を与えた凶悪な事件であり、最高裁判決は妥当なものと考える」とのコメントを表明した。
Fの弁護団は「判断を誤っており、極めて不当だ。強姦目的も殺意もないことは、客観的証拠や鑑定から明らかにされたのに、裁判所は無視した。被告は虐待で成長が阻害されており、実質的には18歳未満で、死刑は憲法や少年法に反する」との声明を発表した。

### 識者の意見
佐木隆三（作家）
今回の判決は妥当なものだと思います。悪質極まりないと言われても仕方のないと思います。少年犯罪に対する基準、ハードルが下がったというふうには思っていません。
後藤弘子（千葉大学教授）
少年に対して死刑を言い渡すべきでなかったと思います。今後少年が重大な事件を起こした場合に、大人と同じような形で、死刑を含めた形で責任を取る状況が加速していくということになると思います。

### 実名報道
死刑確定判決によってFが社会復帰する見込みがほぼなくなったことで、これまでの匿名報道から実名報道に切り替えるマスコミと、従来どおり匿名報道で通すマスコミとで判断が分かれることになった。
全国メディアでは毎日新聞（および中日新聞と同系列の東京新聞）以外、各全国紙4紙とNHK、在京キー局は実名報道に切り替えた。これは大阪・愛知・岐阜連続リンチ殺人事件最高裁判決時の対応を踏襲しているが、テレビ朝日のみ連続リンチ殺人事件では最高裁判決時点では匿名で報じたが、正式に確定後実名報道に切り替えたのに対し、今回の事件では最高裁判決直後から実名で報じた。これらの対応は後の石巻3人殺傷事件（2010年発生、2016年判決確定）でも踏襲されている。
朝日新聞は「国家によって生命を奪われる刑の対象者は明らかにされているべきだとの判断」（同社は2004年に少年死刑囚については原則実名報道する方針を決めている）、読売新聞は「死刑が確定すれば、更生（社会復帰）の機会はなくなる一方、国家が人の命を奪う死刑の対象が誰なのかは重大な社会的関心事」、産経新聞は「死刑が事実上確定し、社会復帰などを前提とした更生の機会は失われます。事件の重大性も考慮」、日本経済新聞は「犯行時少年だった被告に死刑判決が下された重大性に加え、被告の更生の機会がなくなることを考慮」として、それぞれ実名報道に切り替えた。
毎日新聞は「母子の尊い命が奪われた非道極まりない事件ですが、少年法の理念を尊重し匿名で報道するという原則を変更すべきでないと判断」、中日新聞・東京新聞は「死刑が確定しても再審や恩赦の制度があり、元少年の更生の可能性が直ちに消えるわけではない」とし、匿名報道を継続した。
日本弁護士連合会（日弁連、会長：宇都宮健児）は、2012年（平成24年）2月24日付で、「（実名報道は）少年法61条に明らかに反する事態であって、極めて遺憾」「今後同様の実名報道、写真掲載等がなされることがないよう、強く要望する」とする、会長声明を発表した。

## 社会への影響

### テレビで懲戒請求呼びかけ
弁護士・橋下徹が、本事件弁護団に対し、2007年（平成19年）5月27日放送の『たかじんのそこまで言って委員会』において、「あの弁護団に対してもし許せないと思うんだったら、一斉に弁護士会に対して懲戒請求をかけてもらいたい」と懲戒請求を行うよう視聴者に呼びかけた。これによりテレビを見た視聴者らから約7,558通の懲戒請求書（2006年度における全弁護士会に来た懲戒請求総数の6倍を上回る）が弁護士会に殺到することになった（しかしながら、橋下自身は「時間と労力を費やすのを避けた」「自分がべったり張り付いて懲戒請求はできなくはないが、私も家族がいるし、食わしていかねばならないので……」などの理由で懲戒請求はしていない）。これに反発した光市母子殺害事件弁護団のうち、足立修一・今枝仁ら4人は2007年9月に橋下に損害賠償を求める訴えを広島地裁に起こした。第一審、控訴審では橋下の行為を不法行為と認定して損害賠償を命じたが、2011年7月15日、最高裁判所は橋下の行為には弁護士として問題なしとはしないが、懲戒請求の呼びかけそのものは不法行為とはいえないとして、原告の訴えを棄却した。
この懲戒請求呼びかけについて江川紹子からは「請求の内容によっては、懲戒請求をされた弁護士の側から訴えられる可能性もある。実際、懲戒請求をした側が敗訴し、50万円の慰謝料を支払うよう求める判決が出ているケースもある。橋下は、そういう負担やリスクを説明せず、ただ「誰でも簡単に」できると、気楽なノリでしゃべっている」と批判されている。
懲戒請求の具体的内容については、web上で懲戒を求める書面のフォームが出回り、それに基づく懲戒請求が多かった旨弁護団は主張しており、その内容は弁護団の法廷戦術を根拠に「弁護士に相応しいとは思えない」といったものであった。
2007年の弁護士に対する懲戒請求件数は、前年1367件の約7倍に当たる9585件となり、うち84%に当たる8095件が弁護団に対するものだった。
しかしいずれの弁護士会も、「弁護士の職責を果たすためで、懲戒事由に当たらない」との理由で、2007年11月22日付の東京弁護士会を始め、12月下旬の大阪弁護士会、仙台弁護士会、2008年4月の広島弁護士会と、いずれもが処分せずの結論を出した。これに対し橋下は2007年12月9日放送の『たかじんのそこまで言って委員会』において、「7000通も（懲戒）請求が出てるのに何にも意味がないんだ」と懲戒請求制度および弁護士会の態度に不満を洩らしている。

### 死刑囚Fの実名入り本出版
2009年（平成21年）10月、『F君を殺して何になる― 光市母子殺害事件の陥穽 ― 』（Fは当時、上告中だった際の旧姓） ISBN 978-4-9035-3803-7 が出版。これに対し、Fの弁護団側は、同年10月5日に出版差し止めの仮処分を広島地裁に申し立てているが「本は公益を図る目的であり、実名記載に同意していた」という理由で却下された。
この本の著者・増田美智子は「Fに了解を取って実名を公表した」と主張している。しかし、Fの弁護団側は「Fから話を聞いていない」と、双方の主張が交錯しており、F側は「プライバシー権・肖像権の侵害」を理由として出版差し止めと約1300万円の損害賠償を求める裁判を起こしたが、2012年5月23日にでた地裁判決ではF側の主張を一部認めて著者側に66万円の支払いを命じたものの、出版差し止めについては認められなかった。
F側は地裁の判決を不服として控訴していたが、広島高等裁判所は2013年5月30日に「出版による権利侵害は認められない」として地裁判決を取り消す判決を出した。顔写真掲載については「加害者に対する社会的関心は高く、少年法61条を考慮しても報道の自由として許される」と判断。手紙についても「Fは取材に積極的に協力しており、掲載を承諾していたと判断できる」とした。
F側は高裁判決を不服として上告していたが、最高裁第一小法廷（横田尤孝裁判長）は2014年9月25日付で上告を棄却する決定をしたため、広島高裁の判決が確定した。
著者側も「虚偽の主張により名誉を毀損された」としてF側に約1600万円の損害賠償を要求する訴訟を起こしていたが、2012年5月23日に著者の主張を退ける地裁判決が出た。

## マスメディア
放送倫理・番組向上機構(BPO)は、本事件に関する差戻控訴審の判決前の報道について、被害者遺族側の一方に寄った「集団的過剰同調」があり、Fや弁護団側への中立性を欠いた報道であった旨を指摘した。
阿武野勝彦は2008年（平成20年）に、弁護団側から取材したドキュメンタリー番組『光と影 〜光市母子殺害事件 弁護団の300日〜』で民放連賞最優秀の表彰を受けている。